# HD 202259
HD 202259，又名BD-00 4186，SAO 145229、HR 8121，是一颗恒星，视星等为6.38，位于銀經51.22，銀緯-31.32，其B1900.0坐标为赤經21h 9m 29.2s，赤緯-0° -31.32′ 17″。